# Instrument à télédétection optique

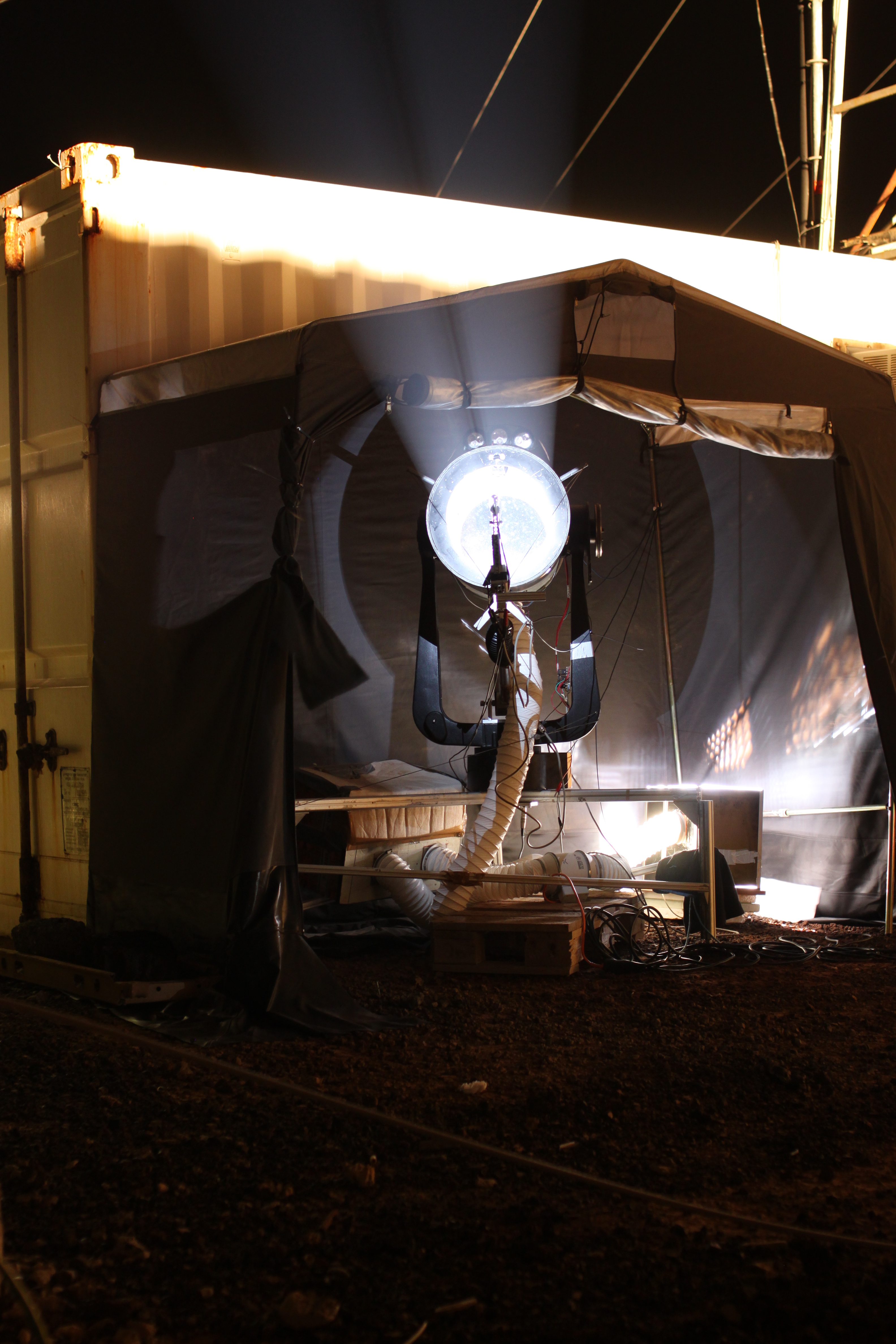
Un DOAS au Cape Verde Atmospheric Observatory (CVAO) à São Vicente, Cap-Vert

Un instrument à télédétection optique ou instrument à long trajet optique est un instrument qui permet la télédétection, l'identification et la détermination de la concentration de plusieurs substances chimiques ou de particules sur de longues distances dans l’air. L’épaisseur de la colonne d’air peut être de plusieurs centaines de mètres.
Les principales techniques sont la Doas et le Lidar.

## Doas
La spectroscopie d'absorption optique différentielle (de) (differential optical absorption spectroscopy, Doas), utilise un émetteur de proche ultraviolet et de lumière visible et un détecteur. L'émetteur et le détecteur sont installés à plusieurs centaines de mètres l'un de l'autre. Le détecteur analyse l’absorption de la lumière par les substances chimiques de l’atmosphère et détermine leur concentration.
Les gaz pouvant être détectés par la Doas peuvent être par exemple : l'ozone, le dioxyde d'azote, le dioxyde de soufre, le monoxyde d'azote, le benzène, le formaldéhyde, le radical OH et le radical trioxyde d'azote.

## Lidar
La télédétection par laser (light detection and ranging, Lidar) consiste à émettre des impulsions laser dans l’atmosphère et à analyser par un télescope le rayonnement rétrodiffusé à la même longueur d’onde en utilisant les propriétés d’absorption et de diffusion de la lumière par les particules et par les molécules.
Le Lidar à absorption différentielle (differential absorption Lidar, Dial) est le plus utilisé. La source laser émet simultanément dans l’atmosphère à deux longueurs d’onde, l’une est fortement absorbée par le gaz considéré et l’autre est faiblement absorbée. En appliquant la loi de Beer-Lambert, on détermine par différence la concentration du gaz recherché en fonction de la distance.
En plus des particules en suspension dans l'air, le Lidar peut aussi détecter par exemple les gaz suivants : le benzène, le toluène, le xylène, le styrène, l'ozone, le dioxyde de soufre.

## Comparaison avec d'autres techniques
Comparés aux autres instruments d'étude de la composition de l'air, les instruments à long trajet optique permettent de s’affranchir de l’échantillonnage. 

## Applications
Parmi les applications de ces instruments nous pouvons citer la surveillance de la qualité de l’air au-dessus et dans l'entourage des zones urbaines, des aéroports, des zones industrielles, des stations d’épuration et des volcans ou dans les tunnels.